# 李元愷
李元恺（?—?），唐朝邢州（今河北省邢台市）人。
他博学善于天文律历，性情恭慎，洁身自处，不说别人的坏话。宋璟年少时曾经拜他为师，等到当了宰相，送给李元恺束帛，想要推荐他入朝，李元恺拒绝了。景龙年间，元行冲为洺州刺史，邀请他到洺州，问完经义，赠给他衣服，他推辞：“我的身体不宜穿新衣服，怕承受不了他的华美而导致祸患。”元行沖于是涂上泥再给他，李元恺不得已而接受。回去后，以自己家养的蚕所得素丝五兩回报元行冲，说：“义不受无妄之财。”定州崔元鉴精通《礼》学，同乡張易之受武则天寵幸，推荐了他，于是拜朝散大夫，致仕于家，在家請半祿。李元恺讥讽他说：“无功受禄，灾也。”李元恺年八十余岁，无病而终。

## 延伸阅读
[在维基数据编辑]
 《舊唐書/卷192》，出自刘昫《舊唐書》
 《新唐書/卷196》，出自《新唐書》